# Cemita poblana

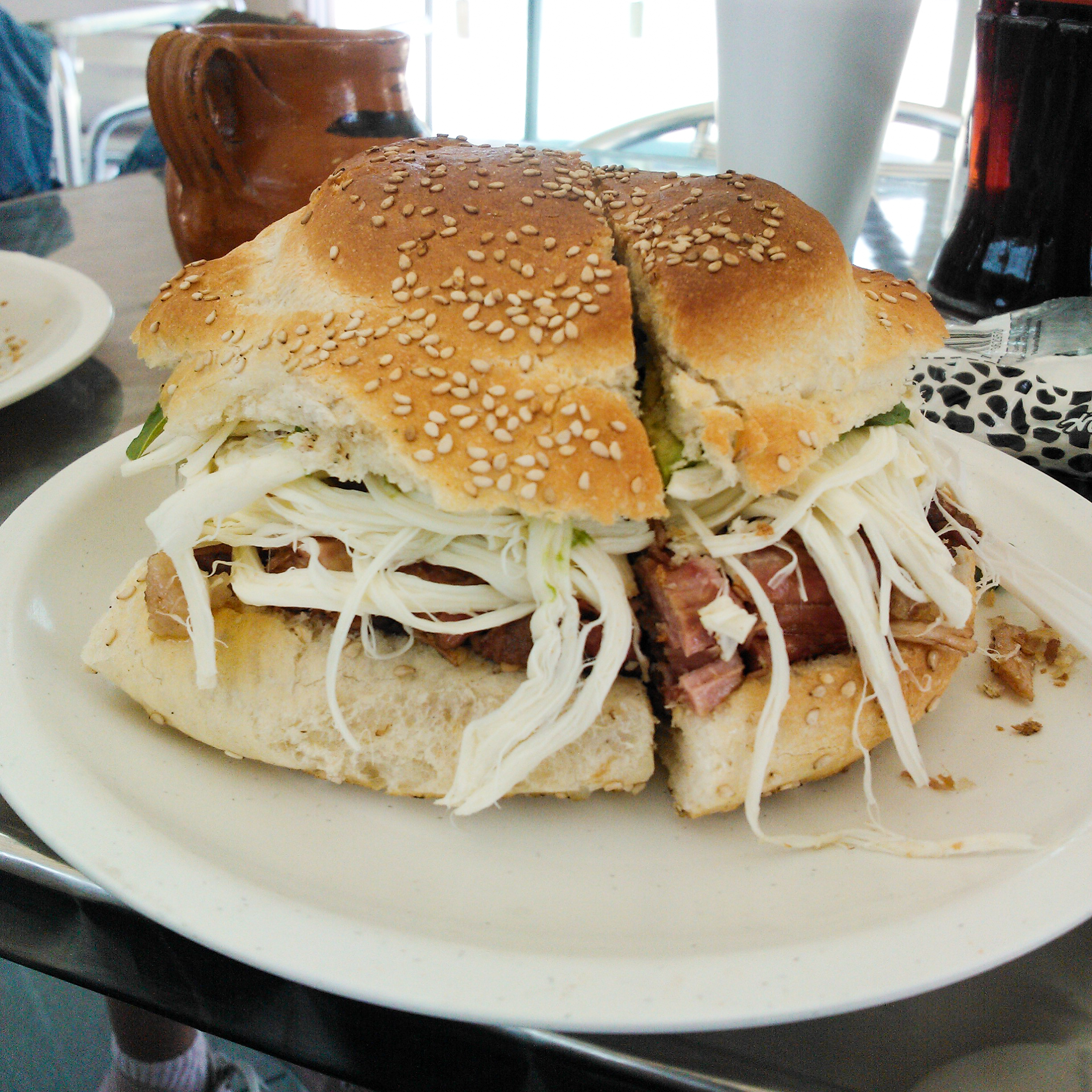
Cemita poblana

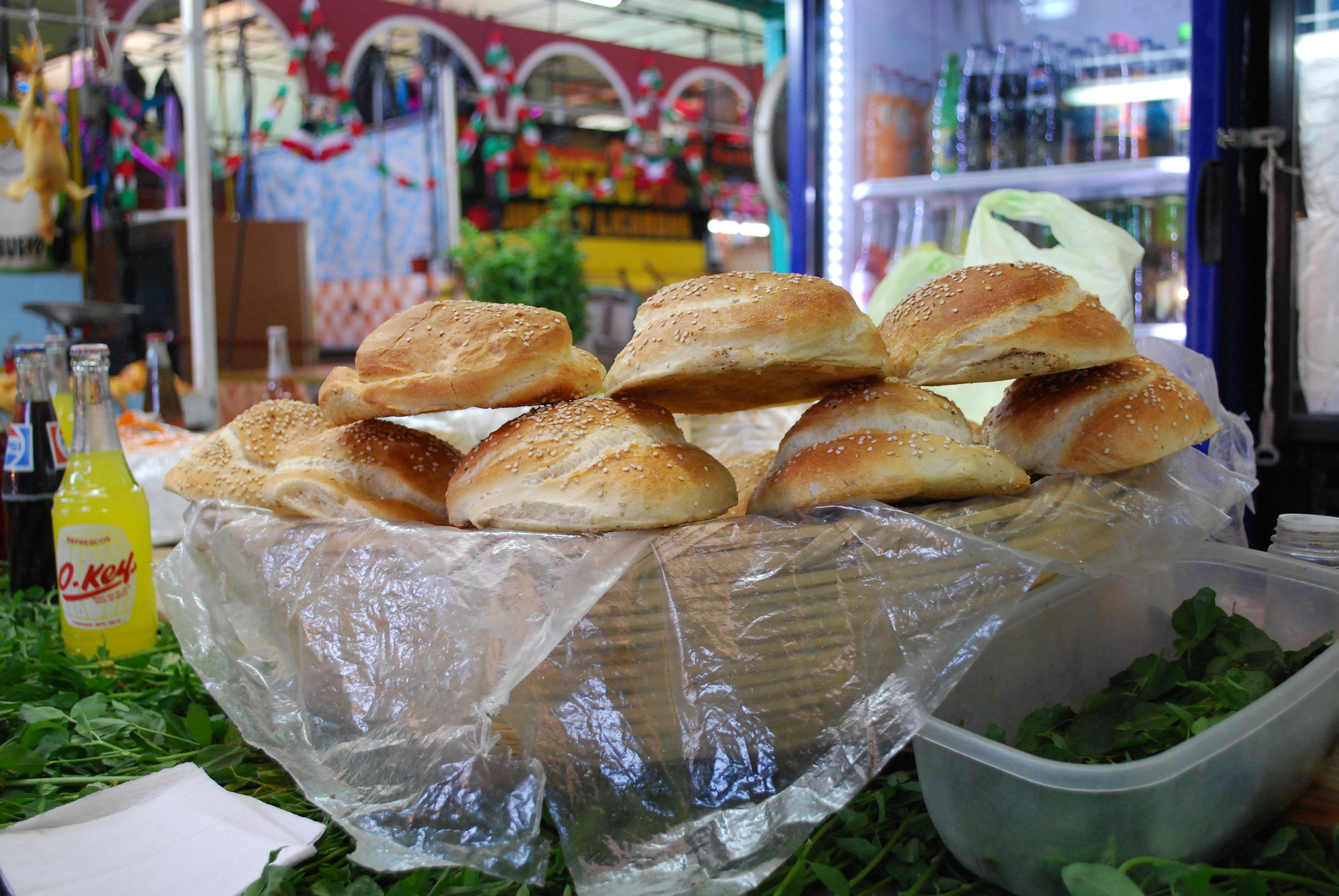
El mercado Venustiano Carranza de Puebla, Puebla, conocido como «el Mercado de las Cemitas»

La cemita poblana (a veces escrita con s: semita) es un pan blanco mexicano típico en el estado de Puebla. Contiene harina de trigo, agua, leche, huevos, levadura, mantequilla y sal. Con este pan se elabora las cemitas compuestas, un tipo de torta.
Las cemitas poblanas son panes redondos, de tamaño mediano, un poco aplastados. Su corteza es crujiente y decorada con ajonjolí. Se caracteriza por una especie de «nudo» encima.

## Origen
El pan salado elaborado en Puebla se considera la versión original; se basa en un pan introducido por los franceses durante el período de la intervención francesa en México (1863-1867),[cita requerida] que desde entonces ha evolucionado para adaptarse a los gustos mexicanos, especialmente en ese estado. En el siglo XX, el pan comenzó a ser servido en rodajas con un relleno de sobras, (generalmente papas, frijoles, crema, nopales, carne de res, pollo o puerco), y de él se dice que proviene el nombre con el que se conoce a la gran diversidad de formas de elaborar este platillo en cada región de México.

## En el recetario
Las cemitas poblanas se rellenan de una gran variedad de ingredientes: con quesillo o queso fresco, aguacate, papaloquelite, chipotles o chiles jalapeños, cebolla y aceite de oliva son los más comunes. La cemita clásica según Diana Kennedy, incluyen «cubitos de papa, pata de res o de puerco en escabeche (vinagre), aguacate, todo sazonado con chile chipotle y pápalo quelite». Otros pueden ser milanesa, pollo o cerdo, chile relleno, jamón, carne enchilada, carnitas, etcétera.
También se elaboran cemitas de dulce, de entre las cuales cabe destacar las de semillas de anís.

## En la ciudad de Puebla
Algunos de los lugares más emblemáticos en la ciudad de Puebla para degustarlas son el Mercado del Carmen, el Mercado de San Baltazar Campeche, el Mercado la Acocota, en Las CEMAS Poblanas, en La Loma, a unas calles del Mercado Hidalgo, el Estadio Cuauhtémoc y la Arena Puebla.
El mercado de Victoria, en Puebla, se hizo famoso por una versión con pata de res, cebollas y chiles con una salsa vinagreta. Otros mercados y puestos de comida pronto crearon sus propias versiones de la cemita con casi cualquier tipo de relleno o combinación posible. Durante el mismo período de tiempo, se convirtió en tradición el espolvorear las semillas de sésamo en el pan cemita, a menudo con diseños de flores, estrellas, animales, entre otros. Este platillo fue inicialmente propio de la clase popular, pero terminó siendo degustado por todos los sectores, sobre todo como una opción de comida rápida.